# Gejza Ujlaky
Gejza Ujlaky (* 3. listopadu 1950) byl československá politik ze Slovenska, maďarské národnosti, a bezpartijní poslanec Sněmovny lidu Federálního shromáždění za normalizace.

## Biografie
K roku 1986 se profesně uvádí jako hlavní agronom JZD. Ve volbách roku 1986 zasedl do Sněmovny lidu (volební obvod č. 199 - Trebišov, Východoslovenský kraj). Ve Federálním shromáždění setrval do února 1990, kdy rezignoval v rámci procesu kooptací do Federálního shromáždění po sametové revoluci.